# Philagra subrecta
Philagra subrecta är en insektsart som beskrevs av Jacobi 1921. Philagra subrecta ingår i släktet Philagra och familjen spottstritar. Inga underarter finns listade i Catalogue of Life.